# Teddy Stauffer
Ernst Heinrich "Teddy" Stauffer (2 de mayo de 1909 – 27 de agosto de 1991) fue un músico suizo, de swing; emigró a México convirtiéndose en un famoso actor y empresario de night-club en Acapulco.

## Vida personal
Nacido en Murten, Suiza, Stauffer vivió su infancia en Murten, una pequeña ciudad en las afueras de Berna. Su padre le regaló un violín. Después aprendió el saxofón y un poco de piano. Tiene una hermana.

## Carrera musical
Stauffer y cuatro amigos formaron el grupo "The Teddies". En 1928, el grupo llamado "Teddy and his Band" viajó a Alemania y en Berlín se transformaron en solo tres años en el grupo más famoso de swing de aquella época en Alemania. Vendieron discos como ningún otro grupo y el sencillo "Goody, Goody" fue el más vendido de todos los años 30 en Alemania. 
En la era de los NS alemanes (Tercer Reich) Teddy Stauffer y sus amigos tuvieron muchos problemas con las autoridades que rechazaban la música negra de Estados Unidos. El grupo original quebró cuando se inició la Segunda Guerra Mundial en 1939 porque los integrantes alemanes del grupo tuvieron que incorporarse al ejército.

## La vida en México
En 1941, Stauffer opta por emigrar a EE. UU., hacia Nueva York, después como compositor de música para películas hacia Hollywood. Como tenía problemas con su visa, Teddy Stauffer se trasladó hacia México la cual sin saberlo, iba a ser su segunda tierra. 
En Acapulco, fundó la primera discotheque del puerto, "Tequila a Go Go", y trabajó en varios hoteles famosos en el puerto como el "Casablanca", "El Mirador", "Plaza International Hyatt Regency" (hoy Grand Hotel), el Club "Teddy's" y "Villa Vera Spa & Raquet Club", de este último dos copropietario. Hizo pequeñas apariencias de invitado en televisión y películas, entre ellas La hermana Trinquete en 1970 y River of Gold (1971). Fue apodado "Mr. Acapulco", porque ayudó a promover a Acapulco como primer destino turístico a nivel internacional. Era amigo de Frank Sinatra, Elizabeth Taylor, Errol Flynn, Liza Minnelli, entre muchos.
El 27 de agosto de 1991, Stauffer murió en Acapulco a la edad de 82 años. Fue incinerado y sus cenizas esparcidas en el Océano Pacífico. Tuvo una hija, Melinda Morgan Stauffer, viviendo en California.

## Vida personal
Teddy Stauffer se casó cinco veces y se divorció igual número de veces:
- Faith Domergue (28 de enero de 1946 - 8 de octubre de 1947) (divorciado)
- Hedy Lamarr (12 de junio de 1951 - 17 de marzo de 1952) (divorciado)
- Anne Nekel Brown (29 de marzo de 1955 - enero de 1956) (divorciado)
- Ute O. Weller (26 de mayo de 1957 - diciembre de 1958) (divorciado)
- Patricia Morgan (1961 - 6 de diciembre de 1966) (divorciado) donde procreó una hija, Melinda Morgan Stauffer (19 de abril de 1962)

## Filmografía
- El matrimonio es como el demonio (1969)
- Marina (1960)